# Координирано универсално време
Координираното универсално време или UTC (на английски: Coordinated universal time) е часовото време, спрямо което се изчислява времето в различните часови зони. UTC е наследникът на Средното гринуичко време (GMT) и разговорно понякога е наричано така. Името координирано универсално време е прието, за да се избегне използването на географско понятие в международен стандарт.
Часовото време се измерва на базата на секундата по системата SI (или SI-секунда). До 1956 г. SI секундата се определя спрямо въртенето на Земята и е дефинирана като 1/86 400 част от средния слънчев ден. Днес SI секундата се определя от атомни часовници и времето, базирано на SI секундата, се нарича атомно време. Тъй като въртенето на Земята не е с постоянна скорост, атомното и слънчевото време се разминават. Поради тази причина е въведено UTC. При него за основа се използва международното атомно време, а при необходимост се добавя (или теоретически изважда) високосна секунда, като по този начин UTC се синхронизира с универсалното време (UT) и разликата между координираното и слънчевото часово време е винаги по-малка от 0,9 s.
UTC не е истинско съкращение. То е вариант на универсалното време (universal time), като към съкращението UT е добавено C за координирано (coordinated). По същия начин са съставени имената и на другите варианти на универсалното време (UT0, UT1, UT2).
Официалното часово време в България е източноевропейското време, което се равнява на UTC+2 часа, а лятното часово време в България се равнява на UTC+3 часа. Изписването на 14:52 UTC+2:00 е еквивалентно на 14:52 по източноевропейското време (зимно).